# Miah Persson

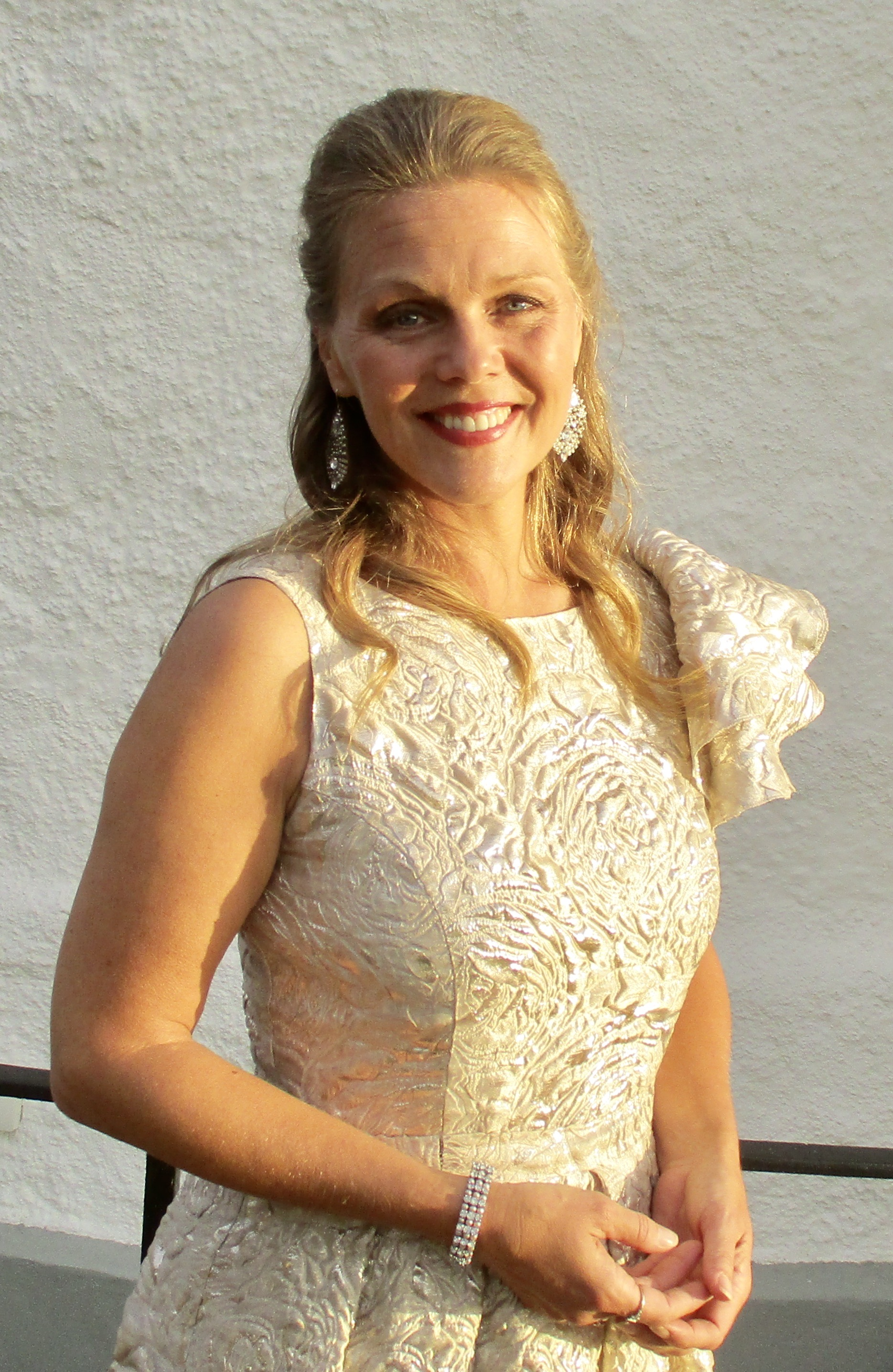
Miah Persson (2021).

Miah Persson (* 27. Mai 1969 in Örnsköldsvik) ist eine schwedische Opernsängerin (Sopran).

## Leben
Persson wuchs in Hudiksvall auf und studierte zunächst Sozial- und Rechtswissenschaften in Stockholm, bevor sie am Kulturama (Operastudio 67) und der Operahögskolan in Stockholm ihr Gesangsstudium aufnahm. Ihr Operndebüt gab sie 1998 als Susanna in W. A. Mozarts Le nozze di Figaro am Confidencen in Solna.
Als Ensemblemitglied der Königlich Schwedischen Nationaloper erarbeitete sie sich ein breiteres Repertoire und sang unter anderem in Opern von Mozart, Händel, Verdi, Bizet und Richard Strauss.
Sie sang an den führenden Opernhäusern in Paris, New York, London, Berlin, Brüssel und Wien sowie bei den Salzburger Festspielen, den Proms, beim Glyndebourne Festival und beim Festival d’Aix-en-Provence. Seit 2016 ist sie als Governess in The Turn of the Screw an der Mailänder Scala zu sehen.
Daneben trat sie auch als Konzertsängerin mit den großen europäischen und amerikanischen Orchestern, u. a. mit dem London Symphony Orchestra, dem Los Angeles Philharmonic Orchestra und dem Chicago Symphony Orchestra, auf.
Sie ist mit dem Tenor Jeremy Ovenden verheiratet; das Paar hat eine Tochter und einen Sohn. Die Familie lebt in England.